# マラウイの銀行一覧
本稿、マラウイの銀行一覧は、マラウイにおける商用銀行の一覧である。 
- ファーストマーチャントバンク（First Merchant Bank）
- エコバンク（Ecobank）
- インデバンク（Indebank）
- 国際商業銀行（International Commercial Bank）
- ロイタ投資銀行（Loita Investment Bank）
- マラウイ貯蓄銀行（Malawi Savings Bank）
- マラウイ国立銀行（National Bank of Malawi）
- NBS銀行（NBS Bank）
- ネドバンク（Nedbank）
- マラウイオポーチュニティ銀行（Opportunity Bank of Malawi） - オポーチュニティ・インターナショナル（en:Opportunity International）グループの系列
- 南アフリカ・スタンダード銀行（Standard Bank of South Africa）

## 参考資料
- http://www.rbm.mw/data/supervision/index.asp?content=eli
- http://www.ecobank.com/english/group/ecobank.aspx?RubID=3&SRubID=1&SSRubID=1
- http://www.icbankingroup.com/about_us.htm
- JICA-国際協力機構 アフリカ地域南部アフリカ諸国における民間セクター活性化のための技術協力の役割 P122